# Pierre Perrault
Pour le haut fonctionnaire et hydrologue, voir Pierre Perrault (1611-1680).
Pour les articles homonymes, voir Perrault.
Pierre Perrault est un cinéaste, essayiste, écrivain, poète, dramaturge et animateur de radio. Né le 29 juin 1927 à Montréal et décédé le 23 juin 1999 dans la même ville, il est considéré comme l’un des pionniers du cinéma direct.
Perrault est connu par son film intitulé Pour la suite du monde, projeté au Festival de Cannes en 1963. Cette projection a permis une certaine visibilité de la culture québécoise au monde entier.

## Biographie

### Enfance et éducation
Pierre Perrault, fils d’un marchand de bois, naît à Montréal le 29 juin 1927. Jeune homme rebelle, il est « allergique à l’autorité », ce qui le fait expulser du Collège de Montréal, où il a entamé ses études classiques. Il est ensuite reçu au collège André-Grasset, qui accueille l'élite montréalaise, mais il n'y terminera pas ses études. Son diplôme lui est remis en 1947 au collège Sainte-Marie, aujourd’hui Université du Québec à Montréal (UQAM). C’est là qu'il fonde avec son frère Jacques un journal étudiant, les Cahiers d’Arlequin, auquel participent les confrères de classe de Jacques, Hubert Aquin et Louis-Georges Carrier, ainsi que Marcel Dubé. C’est dans ce journal que Perrault publie en 1947 sa première pièce de théâtre Pierres en vrac.
En 1948, il s'inscrit en droit à l’Université de Montréal. Durant les années qui suivent, il participera à la publication du journal étudiant Quartier Latin, dont il sera d'ailleurs rédacteur en chef en 1949-1950. Il sera aussi membre de l’équipe de hockey de la faculté de droit. Par la suite, il étudiera l’histoire du droit à l’Université de Paris, puis le droit international à l’Université de Toronto avant de commencer sa carrière d’avocat en 1954.

### Début de carrière
La carrière d'avocat de Pierre Perrault ne dure que deux ans, de 1954 à 1956. En 1955, il commence à travailler comme scénariste pour Radio-Canada. D’octobre 1955 à février 1956, il écrit alors des textes pour une émission radiophonique hebdomadaire intitulée Au bord de la rivière réalisé par Jacques Bertrand. Peu de temps après la dernière émission, Pierre Perrault abandonne sa carrière d’avocat. À partir d’avril 1956, il écrit pour une émission radiophonique quotidienne intitulée Les chants des hommes, consacrée à la chanson populaire, qui prendra fin en mars 1958. À l’été 1956, Pierre Perrault part sur les routes de Charlevoix en compagnie de Yolande Simard, son épouse et collaboratrice qui lui a fait découvrir son pays natal situé sur la rive nord du fleuve Saint-Laurent. Avec Jacques Douai, il entreprend d'enregistrer la musique locale et d'interviewer les habitants de la région. Pendant ce périple, les voyageurs rencontrent plusieurs personnages particuliers ayant de nombreuses anecdotes à raconter. Ces enregistrements vont se retrouver à plusieurs reprises dans les œuvres radiophoniques et cinématographiques de Pierre Perrault. Entre autres, les enregistrements du comté de Charlevoix ont inspiré la série radiophonique hebdomadaire intitulée Au pays de Neufve-France, diffusée en 1956-1957, ainsi que la série télévisée, ayant le même titre présentée sur les ondes de Radio-Canada, en partenariat avec Crawley Films, jusqu’en 1960. La télésérie est composée de treize films de trente minutes : La Traverse d’hiver à l’île-aux-coudres, Attiuk, Jean-Richard, Tête-à-la-baleine, l’Anse Tabatière, Ka-ke-ki-ku, Anse-aux-Basques, En revenant de Saint-Hilarion, Diamants du Canada, Les Goélettes, Rivière du Gouffre, La Pitoune et Toutes isles. Cette série a été une étape importante, dans le cheminement qui mènera Pierre Perrault à réaliser la trilogie de L’Isle-aux-Coudres.

### Cinéma
Après cette expérience dans le comté de Charlevoix, Perrault s’intéresse davantage au cinéma et à la proximité des gens du peuple et de leurs pratiques quotidiennes. Il propose donc à l’Office national du film, au début des années 1960, de faire un film sur la chasse au marsouin (béluga). C’est à ce moment qu’il fait la rencontre de Michel Brault, qui lui propose de réaliser ce film dans le style du cinéma direct. Ce sera le documentaire Pour la suite du monde (1963), coréalisé par les deux hommes. Le film documente la chasse aux marsouins telle qu'elle était pratiquée dans les temps anciens à l’île aux Coudres, dans Charlevoix, en aval de Québec. Les habitants se remettront à cette activité pour les fins de la docu-fiction. Pour la suite du monde fut le premier long-métrage canadien à être projeté au Festival de Cannes. Le film a reçu deux prix au Palmarès du film canadien ainsi que le prix du Film de l’année en 1964.
Dans la même année, Perrault retourne travailler pour la radio avant d’accepter le poste de directeur de l’Office national du film, en 1965. Pendant qu'il occupe ce poste, il réalise les autres films qui composent la série de L'Isle-aux-Coudres, soit le court-métrage intitulé Le Beau Plaisir, en 1967, puis deux longs-métrages, Le Règne du jour (1967) et Les Voiture d’eau (1968).
Il réalise ensuite des œuvres davantage impliquées politiquement, comme Un pays sans bon sens, en 1970, premier essai du cinéaste dans lequel il met de côté le style de cinéma direct. Cependant, le retour de cette forme de documentaire ne se fera pas attendre dans l’œuvre de Perrault avec L’Acadie, l’Acadie ?!? (1971), réalisé avec Michel Brault.
Toujours engagé politiquement, il réalise des documentaires en Abititi afin de montrer le « déclin de l’agriculture dans la région » et de présenter les habitants de cet endroit. Puis, Pierre Perrault et sa caméra se dirigent vers Québec. Par trois films, le cinéaste tente de retracer la découverte de la province de Québec. Les Voiles bas et en travers (1983), La Grande allure 1 (1985) et La Grande allure 2 (1985) sont tous filmés dans la forme du documentaire.
Dans les années 1990, le cinéaste se déplace vers le Nord-du-Québec, où il réalise L’Oumigmag ou l’Objectif documentaire (1993) dans lequel Perrault, pour la première fois, ne présente « aucun humain et n’enregistre aucun dialogue ».
Après être revenu à la radio, Pierre Perrault se détache de l’ONF en 1996 avant de décéder en 1999 à Montréal.

### Littéraire
À travers toute son œuvre cinématographique, Perrault développe aussi un côté littéraire. Ses écrits sont principalement des adaptations en texte publié de ses émissions radiophoniques et de ses œuvres cinématographiques. Il a publié plusieurs recueils de poésie, tels que Portulan (1961) et Ballades du temps précieux (1963) qui furent ses deux premiers recueils. Plus tard, un autre recueil intitulé En désespoir de cause : poèmes de circonstances atténuantes (1971) dans lequel les poèmes s’inspirent des films de la série de L’Île-aux-Coudres.
Pierre Perrault à aussi partagé des livres en prose dont certains ont gagné des prix. Tel que son dernier livre, Le Mal du nord (1991), fut gagnant du prix littéraire du gouverneur général du Canada. Il publie plusieurs œuvres dans les années 1990, avant son décès en 1999 à Montréal.

### Théâtre
Pierre Perrault a écrit quelques textes dramatiques. Deux d'entre eux ont été créés à l'école des Beaux-Arts dans le cadre du Centre d'essai, soit J'habite une ville (1962) et Les Frères Colin (1963) mise en scène par Natan Karczmar. Puis, Pierre Perrault a écrit la pièce de théâtre en trois actes intitulée Au cœur de la rose. La pièce a été présentée pour la première fois à la télévision sur la chaîne de Radio-Canada en 1958 dans le cadre de l’émission En première. Sa version théâtrale a été créée pour la première fois le 7 février 1963 à la Boulangerie des Apprentis-sorciers, dans une mise en scène de Jean-Guy Sabourin. La première publication de l'œuvre a été réalisée par les Apprentis-sorciers en 1964 avant d’être légèrement modifiée et publiée une nouvelle fois par les éditions Beauchemin dans le courant de l'année suivante. Dans la même année (1964), l'œuvre dramatique de Pierre Perrault lui mérite le prix littéraire du Gouverneur général du Canada dans la catégorie poésie et théâtre.
En 1974, la pièce fait un retour sur les planches dans les grandes villes du Québec. Elle est alors produite par le Théâtre populaire du Québec. Au printemps de la même année, à Paris est présentée une rétrospective des films du cinéaste et sur la scène du musée des Arts et Traditions populaire, la première version d’Au cœur de la rose est jouée pour le public français par le Théâtre de la Grande République.
En 2002, le metteur en scène du Théâtre UBU, Denis Marleau, avec la collaboration du Théâtre du Rideau Vert choisi de ramener la pièce la scène du même théâtre à Montréal. Elle est à l’affiche à partir du 15 janvier jusqu’au 9 février 2002 pour la programmation 2001-2002. Puis, la pièce est jouée du 14 au 23 février 2002 au Centre national des Arts, à Ottawa, dans la même mise en scène et par les mêmes collaborateurs.

## Filmographie

### En tant que scénariste

#### Radio
| Date                                                          | Titre de l'émission                            | Diffuseur    | Réalisation       | Lecture                                        | Interprète(s)                                                 |
| ------------------------------------------------------------- | ---------------------------------------------- | ------------ | ----------------- | ---------------------------------------------- | ------------------------------------------------------------- |
| Octobre 1955 à février 1956                                   | Au bord de la rivière                          | Radio-Canada | Jacques Bertrand  | Raymond Charette                               | Hélène Baillargeon, Monique Chailler et Jacques Labrecque     |
| Avril 1956 à mars 1958                                        | Le Chant des hommes                            | Radio-Canada | Madeleine Martel  | François Bertrand                              | -                                                             |
| Octobre et novembre 1956                                      | Poèmes et chansons                             | Radio-Canada | Jacques Douai     | -                                              | -                                                             |
| Novembre 1956 à octobre 1957                                  | Au pays de Neufvre-France                      | Radio-Canada | Madeleine Martel  | François Bertrand                              | Jacques Douai                                                 |
| 25 décembre 1957 et 1958                                      | Noëls anciens                                  | Radio-Canada | Madeleine Martel  | -                                              | Jacques Douai (chansons)                                      |
| Mars à septembre 1958                                         | Destination inconnue                           | Radio-Canada | Madeleine Martel  | François Bertrand                              | -                                                             |
| Janvier à décembre 1959                                       | La Violette double doublera                    | Radio-Canada | Madeleine Martel  | François Bertrand                              | -                                                             |
| Janvier à juin 1960                                           | Chroniques de terre et de mer - première série | Radio-Canada | Madeleine Martel  | François Bertrand                              | -                                                             |
| Janvier à juillet 1961                                        | Ballades du temps précieux                     | Radio-Canada | Lorenzo Godin     | Raymond Charette                               | Stephen Fentok, Monique Chailler et Monique Miville-Deschênes |
| Juillet à septembre 1961                                      | Imagerie sur ma ville                          | Radio-Canada | Madeleine Martel  | Raymond Charette                               | -                                                             |
| Août à décembre 1969                                          | Paysages de la chanson                         | Radio-Canada | Jean-Yves Contant | -                                              | Quatuor des Jeunesses musicales et du Petit Ensemble vocal    |
| 25 décembre 1961                                              | Noël à l'île-aux-Coudres                       | Radio-Canada | -                 | -                                              | -                                                             |
| Octobre 1963 à juin 1964                                      | Chroniques de terre et de mer - deuxième série | Radio-Canada | Bernard Vanasse   | Pierre Perrault                                | -                                                             |
| Janvier à septembre 1965 - Reprise d'octobre 1965 à juin 1966 | J'habite une ville                             | Radio-Canada | Bernard Vanasse   | Pierre Perrault                                | -                                                             |
| Juin à septembre 1971                                         | Gens de mon pays                               | Radio-Canada | Pierre Rainville  | Animation par Diane Giguère et Pierre Perrault | -                                                             |

##### Cinéma
- 1957 : Maîtres-artisans du Canada. Commentaire de Pierre Perrault. Production de Crawley Films.
- 1957 : La légende du Corbeau. Commentaire de Pierre Perrault. Production de Crawley Films.
- 1959 - 1960 : Au pays de Neufvre-France. Série de treize films de trente minutes :
  - La Traverse d’Hiver à l’Île-aux-Coudres
  - Les Goélettes
  - Le Jean Richard
  - L’Anse-aux-Basques
  - La Rivière du Gouffre
  - En revenant de Saint-Hilarion
  - La Pitoune
  - Tête-à-Baleine
  - L’Anse Tabatière
  - Toutes Isle
  - Ka Ke Ki Ku
  - Attiuk
  - Diamants du Canada
- 1960 : Turlute
- 1962 : Pour la suite du monde
- 1994 : Cornouailles

##### Télévision
| Date                                                   | Titre de l'émission                   | Diffuseur                                | Réalisateur | Animation                     | Interprétation | Commentaires supplémentaires                      |
| ------------------------------------------------------ | ------------------------------------- | ---------------------------------------- | ----------- | ----------------------------- | --- | ------------------------------------------------- |
| 8 juillet 1956 (donné le) - Reprise le 19 juillet 1971 | La Lettre, La loge et le Repas frugal | Radio-Canada pour la série Musée intime  | Paul Blouin | Guy Viau et Françoise Faucher | Denise Provost et Jean Brousseau                                                                                         | Sketches inspirés par Vermeer, Renoir et PIcasso. |
| 20 juillet 1958                                        | L'Anse aux huards                     | Radio-Canada pour la série Théâtre d'été | Paul Blouin | -                             | Yves Létourneau, Jean-Pierre Masson, Hélène Loiselle et Albert Millaire.                                                 | -                                                 |
| 30 novembre 1958 (créé le) - Reprise le 22 mars 1959   | Au cœur de la rose                    | Radio-Canada pour la série En Première   | Paul Blouin | -                             | Monique Miller, François Guillier, Edmond Beauchamp, Marthe Thiéry, Marcel Cabay et Albert Millaire                      | Arrangements musicaux de Stephen Fentok           |
| 12 juin 1960 (créé le)                                 | Vent d'ès                             | Radio-Canada pour la série En Première   | Paul Blouin | -                             | Monique Miller, Guy Hoffman, Andrée Lachapelle, André Cailloux, Madeleine Sicotte, Lucille Cousineau et Colette Courtois | -                                                 |
| 14 mars 1963 (créé le)                                 | La Maison de Bernarda Alba            | Radio-Canada                             | Paul Blouin | -                             | - | Adaptation de l'œuvre de Federico Garcia Lorca    |

### En tant que réalisateur
- 1962 : Pour la suite du monde (coréalisation avec Michel Brault)
- 1967 : Le Règne du jour
- 1968 : Les Voitures d'eau
- 1968 : Le Beau Plaisir
- 1970 : Un pays sans bon sens!
- 1971 : L'Acadie, l'Acadie?!? (coréalisation avec Michel Brault)
- 1975 : Un royaume vous attend
- 1976 : Le Retour à la terre
- 1977 : C'était un Québécois en Bretagne, Madame
- 1977 : Le Goût de la farine
- 1980 : Gens d'Abitibi
- 1980 : Le Pays de la terre sans arbre ou Le mouchouânipi
- 1982 : La Bête lumineuse
- 1983 : Les voiles bas et en travers
- 1985 : La Grande allure (1re partie)
- 1985 : La Grande allure (2e partie)
- 1986 : La Grande allure (TV)
- 1993 : L'Oumigmag ou l'objectif documentaire
- 1994 : Cornouailles

### Comme directeur de la production
- 1959 - 1960 : les treize films d'Au pays de Neufvre-France

## Œuvres littéraire

### Poésie
- 1961 : Portulan (Édition Beauchemin)
- 1963 : Ballades du temps précieux (Édition d'Essais)
- 1971 : En désespoir de cause (Publié dans Parti pris, « Paroles »)
- 1975 : Chouennes (Édition l'Hexagone)
- 1977 : Gélivures (Édition l'Hexagone)
- 1997 : Jusqu'à plus oultre
- 1999 : Irréconciliabules

### Théâtre
- 1962 : J'habite une ville (poème dramatique - mise en scène de Natan Karczmar)
- 1963 : Les Frères Colin (poème dramatique - mise en scène de Natan Karczmar)
- 1963 : Au cœur de la rose (pièce en trois actes - mise en scène de Jean-Guy Sabourin) - (Édition Apprentis-Sorciers)
- 1964 : Au cœur de la rose - deuxième version (pièce en trois actes) - (Édition Beauchemin)
- 1965 : C'est l'enterrement de Nicodème tout le monde est invité (pièce en trois actes - mise en scène de Jean-Guy Sabourin)

### Divers
- 1963 : Toutes Isles (récits)
- 1968 : Le Règne du jour (description et dialogues du film)
- 1969 : Les Voitures d’eau (description et dialogues du film)
- 1972 : Un pays sans bon sens (description et dialogues du film)
- 1977 : Discours sur la condition sauvage et québécoise (album de photos et témoignage)
- 1985 : De la parole aux actes (essais)
- 1989 : La Grande allure 1. De Sainte-Malo à Bonavista (récit de voyage)
- 1989 : La Grande allure 2. De Bonavista à Québec (récit de voyage)
- 1992 : Pour la suite du monde (récit)
- 1995 : L’Oumigmatique ou l’Objectif documentaire (récit de tournage et essai sur le documentaire)
- 1999 : Le Mal du Nord (essai)

## Honneurs

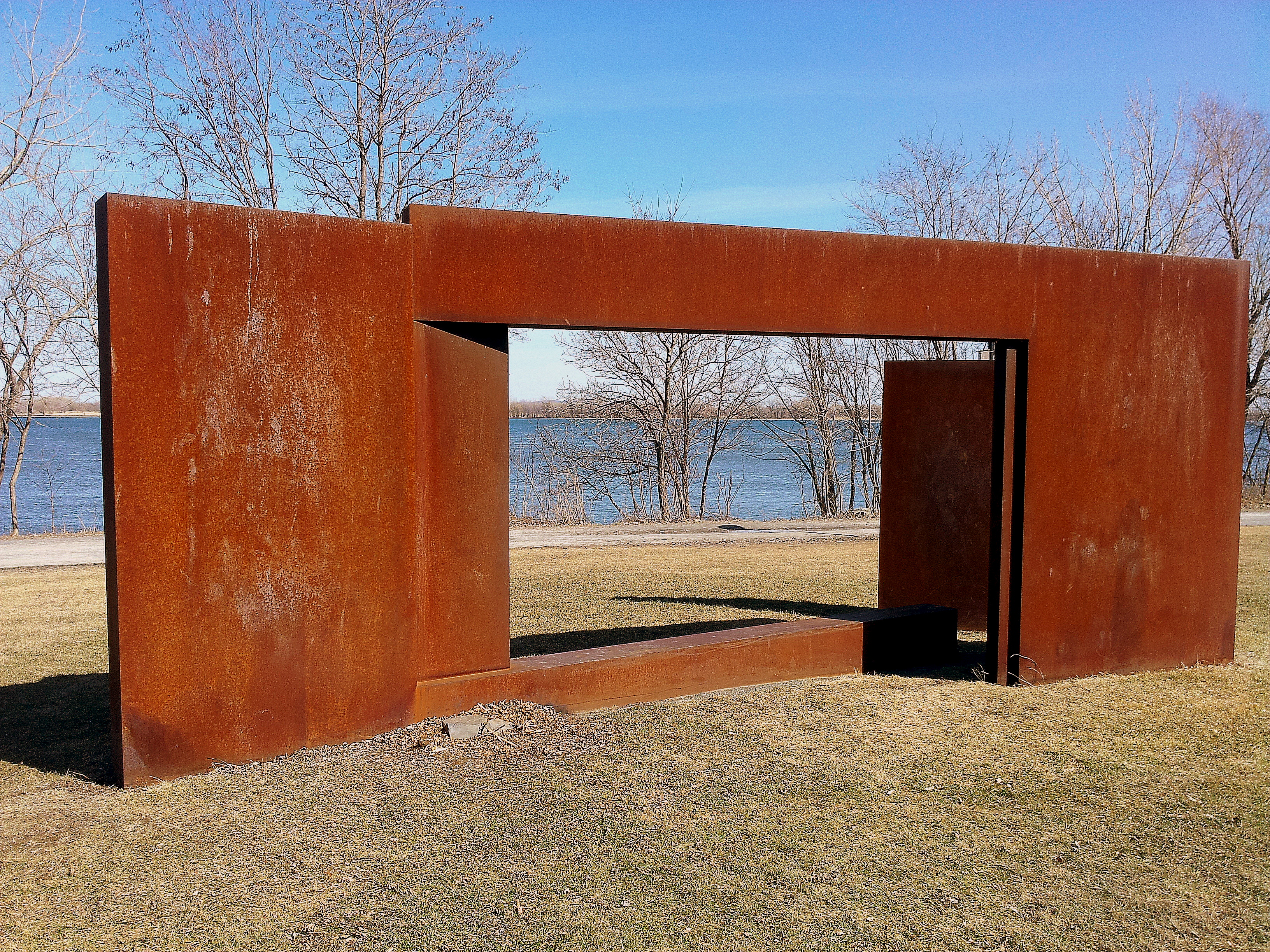
Continuum 2009 (à la mémoire de Pierre Perrault), sculpture de Roland Poulin au Promenade Bellerive à Montréal.

### Cinéma
- 1959 : Catégorie Information télévisée (La Traverse d’hiver à l’Île-aux-Coudres), Palmarès du film canadien
- 1964 : Film de l’année (Pour la suite du monde), Palmarès du film canadien
- 1964 : Prix spécial (Pour la suite du monde), Palmarès du film canadien
- 1994 : Prix Albert-Tessier, Gouvernement du Québec
- 1996 : Prix Victor-Barbeau (L’Oumigmatique ou l’objectif documentaire), Académie des lettres du Québec

### Littérature
- 1961 : Prix du Grand Jury des lettres canadiennes (Portulan)
- 1964 : Prix du Gouverneur général : poésie ou théâtre de langue française (Au cœur de la rose)
- 1968 : Prix Ludger-Duvernay, Société Saint-Jean Baptiste
- 1975 : Prix littéraire du gouverneur général du Canada (Chouennes), catégorie poésie et théâtre
- 1999 : Prix du Gouverneur général : études et essais de langue française (Le Mal du Nord)

### Pour son œuvre
- 1986 : Doctorat honorifique, Université Laval
- 1996 : Doctorat honorifique, Université Lumière
- 1996 : Médaille des Arts et des Lettres, gouvernement français
- 1997 : Doctorat honorifique, Université Sherbrooke
- 1998 : Membre de l’Ordre national du Québec

### Nom d'un prix en son honneur
Le prix Pierre-et-Yolande-Perrault présenté par les Rendez-vous Québec Cinéma récompense le meilleur premier ou deuxième long métrage documentaire. Ce prix a été créé en 2001 et il est accompagné d'une bourse de 15 000 $ remise par Hydro-Québec.
- 2013: Le cosaque et la gitane réalisé par Nadine Beaudet

### Son œuvre
- MATHELIER, Jean-Paul, « Pierre Perrault : Cinéma direct au Québec », dans Focus, Bretagne et diversité, en ligne
- PERREAULT, Catherine, « Pierre Perrault à l’Anse-aux-Basques », dans Blogue, Blogue de l’ONF en ligne
- CORMIER, F. et LACROIX, Y. (1978). Œuvres de Pierre Perrault. Voix et Images, 3(3), 371–378 [https:// doi.org/10.7202/200117ar en ligne]
- DUCHARME, Olivier et FRADET, Pierre-Alexandre, Une vie sans bon sens. Regard philosophique sur Pierre Perrault, Montréal, Nota bene, 2016
- DUCHARME, Olivier, À bout de patience. Pierre Perrault et la dépossession, Montréal, Écosociété, 2016
- BUREAU MEUNIER, Mathieu, Wake up mes bons amis! – La représentation de la nation dans le cinéma de Pierre Perrault 1961-1971, Québec, Septentrion, 2019